# Пилич, Никола
Никола (Ники) Пи́лич (хорв. Nikola 'Niki' Pilić; р. 27 августа 1939, Сплит) — югославский и хорватский теннисист и теннисный тренер.
- Победитель Открытого чемпионата США 1970 года в мужском парном разряде
- Финалист Открытого чемпионата Франции 1973 года в одиночном разряде
- Как тренер — четырёхкратный обладатель Кубка Дэвиса в качестве капитана команд Германии и Хорватии, консультант сборной Сербии — чемпионов 2010 года.

## Личная жизнь
Никола Пилич, уроженец хорватского города Сплит, появился на свет накануне начала Второй мировой войны. Его отец был родом из Дрниша, а его мать принадлежала к одному из старейших родов Сплита. Ники окончил техникум в Сплите по специальности «кораблестроение», потом безуспешно пытался поступить на юридический факультет и в итоге пошёл учиться в институт управления в Нови-Саде, где провёл два года как студент и теннисный тренер. В 1970 году Пилич женился на актрисе-сербке Мие Адамович, которая родила ему двоих детей. В 1987 году он получил гражданство ФРГ.

## Игровая карьера
Ники Пилич впервые занялся теннисом только в 13 лет, выменяв ракетку на велосипед у приятеля. Свои первые игры за сборную Югославии в Кубке Дэвиса он провёл в 1961 году. В этот же год, ещё продолжая учёбу в институте, он представлял Югославию на Универсиаде в Софии и завоевал серебряную медаль в одиночном разряде и «золото» в паре с Боро Йовановичем. На следующий год, в 22 года, Пилич в паре с Йовановичем дошёл до финала Уимблдонского турнира, где их продвижение остановили австралийцы Фред Столл и Боб Хьюитт. После этого успеха Йованович и Пилич были названы газетой «Sportske novosti» спортсменами года в Хорватии — титул, которого Пилич позже удостаивался ещё дважды.
Через пять лет, в 1967 году, Пилич дошёл до полуфинала на Уимблдонском турнире уже в одиночном разряде, но, сыграв накануне изнурительный четвертьфинальный матч протяжённостью почти пять часов, не смог противостоять будущему чемпиону Джону Ньюкомбу. По итогам года газета «Daily Telegraph», традиционно составлявшая рейтинг лучших теннисистов-любителей, поставила в нём Пилича на седьмое место. В конце года Пилич с Ньюкомбом и ещё шестью ведущими теннисистами-любителями подписали контракт с антрепренёром Ламаром Хантом, сформировав костяк профессиональной лиги World Championship Tennis — так называемую «Симпатичную восьмёрку» (англ. Handsome Eight). Этот шаг, вместе с уходом в профессионалы других сильных любителей в это же время, заставил Международную федерацию лаун-тенниса (ILTF) согласиться открыть для профессионалов прежде закрытые для них теннисные турниры — в том числе турниры Большого шлема.
В профессиональный период карьеры Пилич выиграл четыре турнира в одиночном разряде и Открытый чемпионат США 1970 года в паре с другим членом Симпатичной восьмёрки — французом Пьером Бартезом. В финале они победили двух сильнейших профессионалов мира, Рода Лейвера и Роя Эмерсона. В 1973 году Пилич дошёл до единственного в карьере финала турнира Большого шлема в одиночном разряде, проиграв на Открытом чемпионате Франции лучшему игроку мира этого периода, румыну Илие Настасе. Сразу после этого он стал причиной одного из крупнейших конфликтов в истории тенниса. После его отказа от участия в Кубке Дэвиса в составе сборной Югославии (он предпочёл участие в профессиональном турнире в Монреале с большим призовым фондом) Международная федерация тенниса приняла решение о его дисквалификации и запрете на участие в проводимых ей турнирах, включая Уимблдон. В ответ руководство недавно сформированной Ассоциации теннисистов-профессионалов (АТР) объявило Уимблдону 1973 года бойкот, и 79 её членов отказались от участия в турнире. Уже в 1974 году Пилич снова выступал за сборную Югославии, последние матчи в составе которой он провёл в 1977 году.
На счету Пилича за время выступлений были победы практически над всеми ведущими теннисистами его эпохи — Родом Лейвером, Илие Настасе, Джоном Ньюкомбом, Бьорном Боргом, Джимми Коннорсом и Гильермо Виласом.

## Участие в финалах турниров Большого шлема за карьеру

### Одиночный разряд (0+1)
| Результат | Год  | Турнир                     | Покрытие | Соперник в финале | Счёт в финале |
| --------- | ---- | -------------------------- | -------- | ----------------- | ------------- |
| Поражение | 1973 | Открытый чемпионат Франции | Грунт    | Илие Настасе      | 3-6, 3-6, 0-6 |

### Парный разряд (1+1)
| Результат | Год  | Турнир                 | Покрытие | Партнёр        | Соперники в финале     | Счёт в финале      |
| --------- | ---- | ---------------------- | -------- | -------------- | ---------------------- | ------------------ |
| Поражение | 1962 | Уимблдонский турнир    | Трава    | Боро Йованович | Фред Столл Боб Хьюитт  | 2-6, 7-5, 2-6, 4-6 |
| Победа    | 1970 | Открытый чемпионат США | Трава    | Пьер Бартез    | Род Лейвер Рой Эмерсон | 6-3, 7-6, 4-6, 7-6 |

## Участие в финалах открытых теннисных турниров за карьеру

### Одиночный разряд (8)

#### Победы (4)
| №  | Дата        | Турнир                                | Покрытие | Соперник в финале      | Счёт в финале           |
| -- | ----------- | ------------------------------------- | -------- | ---------------------- | ----------------------- |
| 1. | 3 ноя 1969  | Открытый чемпионат Стокгольма, Швеция | Хард (i) | Илие Настасе           | 6-4, 4-6, 6-2           |
| 2. | 13 июн 1970 | Бристоль, Великобритания              | Трава    | Род Лейвер             | 6-3, 1-6, 6-3           |
| 3. | 30 окт 1972 | Эссен, ФРГ                            | Ковёр    | Боб Лутц               | 4-6, 6-4, 3-6, 6-4, 7-6 |
| 4. | 5 окт 1975  | Авилес, Испания                       | Грунт    | Хуан Игнасио Мунтанола | 6-3, 6-4, 6-3           |

#### Поражения (4)
| №  | Дата        | Турнир                            | Покрытие | Соперник в финале | Счёт в финале   |
| -- | ----------- | --------------------------------- | -------- | ----------------- | --------------- |
| 1. | 22 фев 1971 | Лондон, Великобритания            | Хард (i) | Род Лейвер        | 4-6, 0-6, 2-6   |
| 2. | 3 июл 1972  | Сент-Луис, США                    | Ковёр    | Джон Ньюкомб      | 3-6, 3-6        |
| 3. | 21 мая 1973 | Открытый чемпионат Франции, Париж | Грунт    | Илие Настасе      | 3-6, 3-6, 0-6   |
| 4. | 7 апр 1974  | Мюнхен, ФРГ                       | Ковёр    | Фрю Макмиллан     | 7-5, 6-74, 6-74 |

### Мужской парный разряд (11)

#### Победы (6)
| №  | Дата        | Турнир                            | Покрытие | Партнёр           | Соперники в финале         | Счёт в финале      |
| -- | ----------- | --------------------------------- | -------- | ----------------- | -------------------------- | ------------------ |
| 1. | 2 сен 1970  | Открытый чемпионат США, Нью-Йорк  | Трава    | Пьер Бартез       | Род Лейвер Рой Эмерсон     | 6-3, 7-6, 4-6, 7-6 |
| 2. | 2 апр 1973  | Мюнхен, ФРГ                       | Ковёр    | Аллан Стоун       | Клифф Драйсдейл Клифф Ричи | 2-6, 6-4, 6-4      |
| 3. | 9 июл 1973  | Открытый чемпионат Швеции, Бостад | Грунт    | Стэн Смит         | Боб Кармайкл Фрю Макмиллан | 2-6, 6-4, 6-4      |
| 4. | 29 янв 1974 | Ричмонд, США                      | Ковёр    | Аллан Стоун       | Джон Александер Фил Дент   | 6-3, 3-6, 7-6      |
| 5. | 10 мар 1974 | Хэмптон, Виргиния, США            | Ковёр    | Желько Франулович | Пат Креймер Майк Эстеп     | 4-6, 7-5, 6-1      |
| 6. | 29 дек 1977 | Цюрих, Швейцария                  | Хард     | Райнхарт Пробст   | Патрис Агелауэр Р. Васлен  | 6-3, 6-1           |

#### Поражения (5)
| №  | Дата        | Турнир                         | Покрытие | Партнёр     | Соперники в финале         | Счёт в финале |
| -- | ----------- | ------------------------------ | -------- | ----------- | -------------------------- | ------------- |
| 1. | 13 апр 1970 | Открытый чемпионат Монте-Карло | Грунт    | Пьер Бартез | Марти Риссен Роджер Тейлор | 3-6, 4-6, 2-6 |
| 2. | 17 авг 1970 | Гамбург, ФРГ                   | Грунт    | Том Оккер   | Боб Хьюитт Фрю Макмиллан   | 3-6, 5-7, 2-6 |
| 3. | 10 июл 1972 | Бреттон-Вудз, Нью-Гэмпшир, США | Ковёр    | Клифф Ричи  | Джон Александер Фред Столл | 6-7, 6-7      |
| 4. | 22 янв 1973 | Карлсбад, Калифорния, США      | Хард     | Аллан Стоун | Род Лейвер Рой Эмерсон     | 7-6, 3-6, 4-6 |
| 5. | 23 апр 1973 | Гётеборг, Швеция               | Ковёр    | Аллан Стоун | Род Лейвер Рой Эмерсон     | 7-6, 4-6, 1-6 |

## Тренерская карьера
После окончания выступлений Никола Пилич занялся тренерской работой. В 1983 году он привёл молодёжную сборную ФРГ к победе на чемпионате Европы. В ФРГ, а затем в объединённой Германии он на протяжении полутора десятилетий возглавлял национальную сборную в Кубке Дэвиса и трижды (в 1988, 1989 и 1993 годах) приводил её к завоеванию главного мирового командного трофея. Ещё столько же раз сборная под его руководством побеждала в командном Кубке мира. В 1992 году он готовил к Олимпийским играм в Барселоне германский дуэт Борис Беккер—Михаэль Штих, завоевавший в итоге золотую медаль. В 2005 году он в четвёртый раз стал обладателем Кубка Дэвиса как капитан, на этот раз со сборной Хорватии, которую принял в 2000 году ещё в Первой Европейско-африканской группе.
Пилич до настоящего времени руководит частной теннисной академией в Мюнхене, среди его воспитанников за три десятилетия работы — сорок игроков первой сотни мирового рейтинга, в том числе Штих, Горан Иванишевич и первая ракетка мира серб Новак Джокович. С 2007 года по личной просьбе Джоковича хорват Пилич сотрудничал в качестве консультанта со сборной Сербии и в 2010 году помог ей стать обладательницей Кубка Дэвиса. После победы сербов Пилич ответил критикам, упрекавшим его в недостатке патриотизма: «Я спортсмен, а не политик. Я не признаю границ».

## Награды
- Орден Хорватской звезды с ликом Франьо Бучара (2004, Хорватия)[9].
- Золотая медаль «За заслуги» (2020, Сербия)[10].